# Raión de Palásovka
El raión de Palásovka (ruso: Палла́совский райо́н) es un distrito administrativo y municipal (raión) ruso perteneciente a la óblast de Volgogrado. Se ubica en el este de la óblast. Su capital es Palásovka.
En 2021, el raión tenía una población de 39 093 habitantes. El raión está habitado a partes casi iguales por rusos étnicos y por kazajos.
El raión es fronterizo al este con Kazajistán, y al sur limita con la óblast de Astracán. Es, con notable diferencia, el raión más extenso de la óblast, y asimismo el menos densamente poblado, ya que se extiende sobre una estepa. En la esquina suroriental de su territorio se ubica el lago Eltón. La población se concentra principalmente en el norte del territorio distrital, por donde fluye el río Torgún.
La parte más septentrional del raión, incluyendo la capital distrital y sus alrededores, fue colonizada desde el siglo XVIII por alemanes del Volga, y perteneció a la RASS de los Alemanes del Volga hasta 1941, cuando Stalin ordenó la expulsión de los habitantes locales a Siberia y Asia Central.

## Subdivisiones
Comprende la ciudad de Palásovka (la capital, que forma un ayuntamiento urbano sin pedanías) y 53 localidades rurales. Estas últimas se agrupan en los siguientes trece asentamientos rurales:
- Goncharý (con sede en Zolotari)
- Zavolzhski
- Kaisátskoye
- Kaláshniki (con sede en Novostroika)
- Komsomolski
- Krasni Oktiabr
- Limanni
- "Prioziórnoye" (con sede en Put Ilyichá)
- "Revoliutsiónnoye" (con sede en Prudentov)
- Romashki
- Sávinka
- "Stepnóvskoye" (con sede en Vishniovka)
- Eltón